# Cultuur
Cultuur is dat wat de mens schept en teweegbrengt, en verwijst naar menselijke activiteit en de symbolen die deze activiteit betekenis geven. Cultuur is een basisbegrip in de sociologie, de antropologie, de archeologie en de geschiedschrijving. Het begrip cultuur staat tegenover "natuur": dat wat spontaan en zonder menselijk toedoen is ontstaan of dat wat aangeboren is.

## Algemeen
In brede zin duidt cultuur op de levensstijl van een samenleving, op hetgeen  een samenleving voortbrengt en van generatie op generatie overdraagt (enculturatie), zowel materieel als immaterieel. 
In de oorspronkelijke, materiële zin gaat het om gebruikte methoden in de landbouw of agricultuur, tuinbouw of horticultuur, bosbouw of silvicultuur en wijnbouw of viticultuur. "In cultuur brengen/nemen" of ontginnen verwijst naar het geschikt maken van de wilde natuur voor de domesticatie en de teelt van planten en dieren, ten behoeve van de menselijke voedselvoorziening. Cultuur staat hier tegenover de door mensen niet of nauwelijks beïnvloede 'natuur', waarin de prehistorische jager-verzamelaar zijn voedsel verzamelde en bejaagde. 
In immateriële zin, is 'cultuur' gaan verwijzen naar alle menselijke activiteiten die een samenleving haar structuur en identiteit geven. Voorbeelden zijn een gedeelde taal, religie, tradities, gewoonten, normen en waarden, maar ook de formele inrichting van een samenleving, zoals de organisatie van het onderwijs, het gehanteerde rechtsstelsel, en het gebruikte kiessysteem. De abstractere, immateriële betekenis is in het Nederlands de huidige, belangrijkste denotatie van de term 'cultuur'. 
De cultuurgeschiedenis beschrijft de culturele geschiedenis van een samenleving in al zijn facetten. Cultuurfilosofie bestudeert de mens in een door technologische innovaties, of door evoluerende opvattingen, veranderende maatschappij.

## Cultuurverschillen binnen een samenleving
Verschillen in levensstijl - voeding, roken, drankgebruik, sporten, tv-kijken, kunstbezoek, computergamen, wel of geen religie, recreatief drugsgebruik, hangen samen met verschillen in sociale klasse, leeftijd - jeugdcultuur, etnische afkomst, en de tegenstelling stad versus platteland, en die tussen man en vrouw.

### Vrouwenemancipatie
De vrouwenemancipatie na de tweede wereldoorlog, heeft er in de westerse wereld voor gezorgd dat vrouwen steeds zelfstandiger - autonomer - in de samenleving kunnen functioneren, dankzij een grotere economische zelfstandigheid. Belangrijk was in dit verband de wettelijke erkenning van de juridische handelingsbekwaamheid van de gehuwde vrouw, in Nederland in 1956. Hierdoor mochten bijvoorbeeld vrouwelijke ambtenaren niet meer ontslagen worden als ze gingen trouwen, en konden getrouwde vrouwen voortaan een eigen bankrekening openen, onafhankelijk van hun echtgenoot.

## Etymologie (betekenisontwikkeling)
Het woord komt van het Latijnse cultura dat is afgeleid van colere: ploegen, bewerken, bebouwen (van het land); agri cultura is letterlijk 'het bewerken van de akker'. 

### Cicero
In 45 v. Chr. gebruikt Cicero, in zijn boek Tusculanae Disputationes, 'cultura' in overdrachtelijke zin. In dit boek vindt een gesprek plaats over het nut van de filosofie; een leerling twijfelt daaraan, omdat 'filosofen nogal eens een liederlijke levenswandel hebben'. Cicero antwoordt: "Evenmin als alle akkers die je bewerkt vrucht dragen, brengen alle zielen die je bewerkt vruchten voort. Maar de bewerking van de geest is de filosofie (cultura animi, philosophia est)". 

### Middeleeuwen
In de middeleeuwen krijgt een andere (eveneens reeds Latijnse) overdrachtelijke betekenis van 'colere' (bebouwen van het land, verzorging van de gewassen > onderhouden van relatie met godheid) : vereren, aanbidden -cultus - de overhand. De Vulgaat,  de Bijbel in het Latijn, heeft het over cultura Domini - vereren van de Heer - en cultura Dei - aanbidden van God. 

### Renaissance
Vanaf de renaissance gebruiken veel schrijvers Cicero's cultura animi weer, maar dan als een vast begrippenpaar. Soms letterlijk vertaald als bebouwing van de geest, maar steeds begrepen als vorming van de geest.

### Achttiende eeuw
Cultura is tot in de achttiende eeuw een actief woord: het vormen van. In de achttiende eeuw, de eeuw van de Verlichting, krijgt 'cultura' geleidelijk aan de betekenis van 'geestelijke vorming'; het Duitse Cultur (nog gespeld met C) gaat vervolgens verwijzen naar het resultaat van die intellectuele vorming (Johann Gottfried Herder). Daarmee is vanuit het dynamische vorming, via metonymie, het resultatieve beschaving of cultuur ontstaan.
Nog steeds heeft Cultur dan nog niet de huidige betekenis van 'levensvisie en levenswijze van een volk' - de manier van zien, zijn en doen. Deze betekenisontwikkeling voltrekt zich vooral in Frankrijk, waarvoor dan eerst het woord civilisation wordt gebruikt (1756). Dat Franse woord civilisation staat in betekenis dicht bij het Duitse woord Kultur, inmiddels met een K geschreven.

### Negentiende eeuw
In 1871, in de openingszin van het boek Primitive Culture van Edward B. Tylor, krijgen beide woorden ook een antropologische betekenis: "Culture or Civilization, taken in its wide ethnographic sense, is that complex whole which includes knowledge, belief, art, morals, law, custom, and any other capabilities and habits acquired by man as a member of society."

## Cultuurpolitiek
Cultuurpolitiek en cultuurbeleid omvat in Nederland drie beleidsterreinen:
- materieel en immaterieel cultureel erfgoed
- media, letteren, bibliotheken
- kunsten

Actuele cultuurpolitieke thema's zijn het internationaal cultuurbeleid en de culturele diversiteit.

### Cultureel erfgoed
Cultureel erfgoed is deel van de groepsidentiteit van een samenleving of volk; het laat zien waar een samenleving vandaan komt, en draagt bij aan de sociale cohesie binnen een samenleving. Onder cultureel erfgoed vallen objecten als monumenten en immateriële zaken als sommige tradities.
Volksgewoonten (tradities) als volksmuziek, volksdansen, klederdracht, traditionele bouwkunst en religieuze rituelen behoren tot het cultureel erfgoed van een volk. Bedrijfscultuur in een organisatie of overlegcultuur op een kantoor zijn vormen van cultuur op microniveau.
In de archeologie en de geschiedschrijving betekent cultuur beschaving (civilisatie), bijvoorbeeld de 'trechterbekercultuur', waarvan het kenmerkend aardewerk met een trechtervorm de enig overgebleven, bekende culturele uitingsvorm is. 

### Media, letteren, bibliotheken
De media bieden informatie en inzichten en bieden daarmee de mogelijkheid tot meningsvorming. Onder media vallen de schrijvende pers en de radio- en televisieomroep; onder de letteren vallen auteurs, uitgeverijen en podia (festivals); onder bibliotheken vallen zowel openbare bibliotheken, als openbaar toegankelijke, private boekencollecties.

### Kunsten
Kunst wil de verbeeldingskracht prikkelen en vergezichten scheppen die kunnen inspireren, en uitzicht bieden op de zin van het bestaan. Onder de kunsten vallen: 
- beeldende kunst, met name de 
  - schilderkunst
  - beeldhouwkunst
  - nieuwe media
  - prentkunst
- mode en design
- podiumkunsten: 
  - de muziekkunst, onderverdeeld in popmuziek, jazz, wereldmuziek, klassieke muziek
  - het theater, met name toneel, kleinkunst, bewegingstheater, straattheater
- organisaties als theaters, musea, nachtclubs en festivals.

## Het begrip cultuur nader beschouwd

### Raymond Wiliams
Raymond Williams noemde cultuur "een van de twee of drie moeilijkste woorden in de Engelse taal." Hij beschrijft de oorsprong en de veranderende betekenis, vooral als zelfstandig naamwoord dat een proces aanduidt, aanvankelijk meestal in verband met landbouw. Hij merkt de toenemende associatie op met andere woorden zoals gecultiveerd en beschaving naarmate het woord meer en meer wordt toegepast op maatschappijen en sociale processen. Hij suggereert de volgende drie moderne hoofdbetekenissen:
1. een algemeen proces van intellectuele, geestelijke en esthetische ontwikkeling;
2. een bepaalde manier van leven van een volk, een tijdvak of een groep;
3. de werken en praktijken van intellectuele, en in het bijzonder artistieke activiteit.

Williams suggereert dat de derde betekenis de meest voorkomende is, waarbij cultuur verwijst naar muziek, literatuur, schilder- en beeldhouwkunst, theater en film; en dat de eerste en derde betekenis nauw verwant zijn. De tweede betekenis geniet de voorkeur van antropologen, en is het voorwerp van Williams' eigen verhandeling Culture is Ordinary ("Cultuur is gewoon") uit 1958.

### Michael Tomasello
Volgens Michael Tomasello ligt het belangrijkste verschil tussen mensen en andere diersoorten, in wat hij respectievelijk "normatieve rationaliteit" en "normatieve moraliteit" noemt. Normatieve rationaliteit is het menselijke besef dat soortgenoten andere perspectieven hebben, waaruit meta-cognitie volgt: denken over denken. Normatieve moraliteit betekent dat de mens zijn gedrag niet alleen afstemt op het oordeel van het onmiddellijke samenwerkingsverband, zoals de groep jagers op groot wild onderling, maar dat men zich conformeert aan algemener aanvaarde normen: wat moet ik denken? Wat moet ik doen?
Cultuur bestaat uit de normen van een uitgebreide groep, normen die verder gaan dan de samenwerking in kleine groepjes. De ontwikkeling van cultuur stelt mensen in staat hun gedrag, ideeën en waarden te coördineren met een grote groep andere mensen, met wie ze een geschiedenis en een identiteit delen ("mensen zoals wij").